# 马河 (瓦兹河支流)
马河（法語：Matz，法語發音：[ma]）是法国上法蘭西大區瓦兹省的河流，是瓦兹河的右支流，长24.9千米，发源自马河畔卡尼，于图罗特流入瓦兹河。